# Base aérienne 177 Auxerre
La Base Aérienne 177 d'Auxerre Monéteau (ou Plaine des Isles) était une installation de l'Armée de l'air, de 1932 à 1970, aujourd'hui dissoute.

## Histoire
Le lieu-dit de la Plaine des Isles, proche de la ville d'Auxerre, accueille une abbaye cistercienne en 1229 : l'Abbaye des Isles d'Auxerre. Celle-ci s'implante à Auxerre en 1636.
Il devient un terrain d'aviation occasionnel dès 1911. À partir de 1922, s'y déroule un meeting aérien annuellement. 
Les terrains nécessaires à son établissement sont acquis à partir de 1930, notamment sous l'impulsion d'un ancien pilote de chasse, enfant du pays, le capitaine Jean Moreau, futur maire d'Auxerre, futur député de l'Yonne et futur ministre, notamment de l'Air ou du budget.

### Création de la base aérienne
L'endroit devient officiellement une Base Aérienne en 1932, deux années avant la naissance administrative de l'Armée de l'air française.
Un aéro-club civil (l'Aéro Club de l'Yonne, ACY) s'y développe, en parallèle, présidé initialement par Jean Moreau.
De nombreux groupes de chasse s'y replient ou y passent en transit, en juin 1940. 
Les Allemands étoffent considérablement les installations, durant l'occupation. Une unité aérienne spécialisée y opère, en relation avec le centre de réparation d'avions de chasse de Cravant.
À la libération, des unités américaines y font escale, notamment, la 101e division aéroportée.

### Base École des Spécialistes Télémécaniciens, BEST
Le 1er mars 1945, la Base École des Spécialistes Télémécaniens, (ou des Télécommunications) prend ses quartiers à Auxerre-Monéteau, sous l'appellation de BET 723 jusqu'au 30 juin 1960, puis Base École des Spécialistes Télémécaniciens 723 (BEST 723) ou BE 723, le 1er août 1961. Cette unité de pointe est spécialisée en radar, en radio, en électricité, en télécommunications ainsi qu'en électronique. Les sous-officiers issus de la BEST 723 sont notamment affectés aux Escadrons Régionaux de Câbles Hertziens, dans les stations de télécommunications hertziennes.
La Base École des Spécialistes Télémécaniciens (BEST) forme des sous-officiers spécialistes de haut niveau, reconnus et recherchés. La Marine nationale lui adjoint la même unité, avec la Section Marine des Télécommunications (SMET ou SMETA) d'Auxerre.
L'École des Télécommunications d'Auxerre est, notamment, dirigée à la fin des années cinquante par le Colonel Raymond Pernin (né le 26 juillet 1907, décédé le 28 avril 2001). Directeur de l'instruction de cette école dès 1946, fin pédagogue et excellent organisateur, il recevra les palmes académiques.
La base est géographiquement organisée en trois parties :
- le camp central, avec les bâtiments dédiés à l'administration de la base aérienne,
- le camp sud, lieu de vie et de restauration (mess),
- le camp nord, lieu réservé à l'instruction technique[9].

La Division Radio et la Division Radar forment les élèves.
Les promotions se suivent de 1945 à 1964, avec une baisse d'activité de juin 1960 et août 1961, à l'approche de la fin du conflit en Algérie.
L'entrée de la BE 723 est ornée d'un avion Mistral (SNCASE 535 Mistral ou Vampire), doté du numéro 50 dans cette série.
En 1964, la Base école 723 devient la base aérienne 177. La BE 723 étant dissoute, ses activités rejoignent la Base aérienne 721 Rochefort, où se trouve l'École Technique de l'Armée de l'Air depuis 1916, intégrant l'Escadron d'Électronique Générale 1/317.

### École d'enseignement du service général de l'Armée de l'air, ESGAA
Créée par décret du 4 octobre 1965 cette école formait des sous-officiers spécialistes des services administratifs de l'Armée de l'air.
Ses installations se trouvaient à Auxerre de mai 1965 à mai 1970. L'École d'enseignement du Service Général de l'Armée de l'air (EESGAA 00.317) part pour Saintes (Charente-Maritime) rejoindre le CFMTA 00.325.
Une aérostèle rappelle sa présence.
La Base aérienne 177 est dissoute le 31 octobre 1970 avec l'arrêt des activités aériennes militaires. Les activités aériennes civiles sont, quant à elles, transférées à l'aérodrome de Branches créé le 9 mars 1970, qui deviendra officiellement aéroport d'Auxerre-Branches en 1973.

### Centre de formation de la gendarmerie, CIGA
Une partie de la Base aérienne est alors réutilisée par la gendarmerie, qui y a entretenu un centre de formation (ou d'instruction) des gendarmes auxiliaires (ou CIGA), à partir de 1971 : le camp de Monéteau.
Il reprend les installations des trois terrains (camp nord, camp central et camp sud) qui composaient la base aérienne antérieure.
Cette école assurait l'instruction militaire initiale des gendarmes appelés du contingent, durant un stage de huit semaines, qui souvent était complété par une formation de la même durée au CPGA (Centre de Perfectionnement des Gendarmes Auxiliaires) situé sur l'île de Porquerolle, à quelques encablures de Hyères dans le département du Var (83) 
Ce centre de formation de la gendarmerie ferme ses portes en 2009.
Les terrains militaires se transforment en zone d'activités industrielles.

## Insignes de la Base Aérienne d'Auxerre-Monéteau
L'insigne de la BE 723, devenue BA 177, est homologué sous le numéro A 864 du répertoire des blasons et insignes de l'Armée de l'air. Un aigle tient dans ses serres une épée.
Le BEST (Base École des Spécialistes en Télécommunications - ou Télémécaniciens) disposait d'un insigne dédié, largement diffusé, mais non homologué.
L'insigne de l'EESGAA est homologué sous le numéro A 928.

### Sources
Amicale des Anciens de l'EESGAA.
Témoignages personnels.
Répertoire des insignes et blasons de l'Armée de l'Air.